# اچ‌ام‌اس مدافع (۱۸۸۳)
اچ‌ام‌اس مدافع (۱۸۸۳) (به انگلیسی: HMS Defender (1883)) یک کشتی بود که طول آن ۶۲ فوت ۱۰ اینچ (۱۹٫۱۵ متر) بود. این کشتی در سال ۱۸۸۳ ساخته شد.